# Джордан Керр
Джордан Керр (англ. Jordan Kerr; нар. 26 жовтня 1979) — колишній австралійський тенісист.
Найвищу одиночну позицію світового рейтингу — 356 місце досяг 7 серпня 2000, парну — 23 місце — 18 серпня 2008 року.
Здобув 9 парних титулів.
Найвищим досягненням на турнірах Великого шолома був півфінал в змішаному парному розряді.

## Фінали турнірів ATP за кар'єру

### Парний розряд: 15 (9–6)

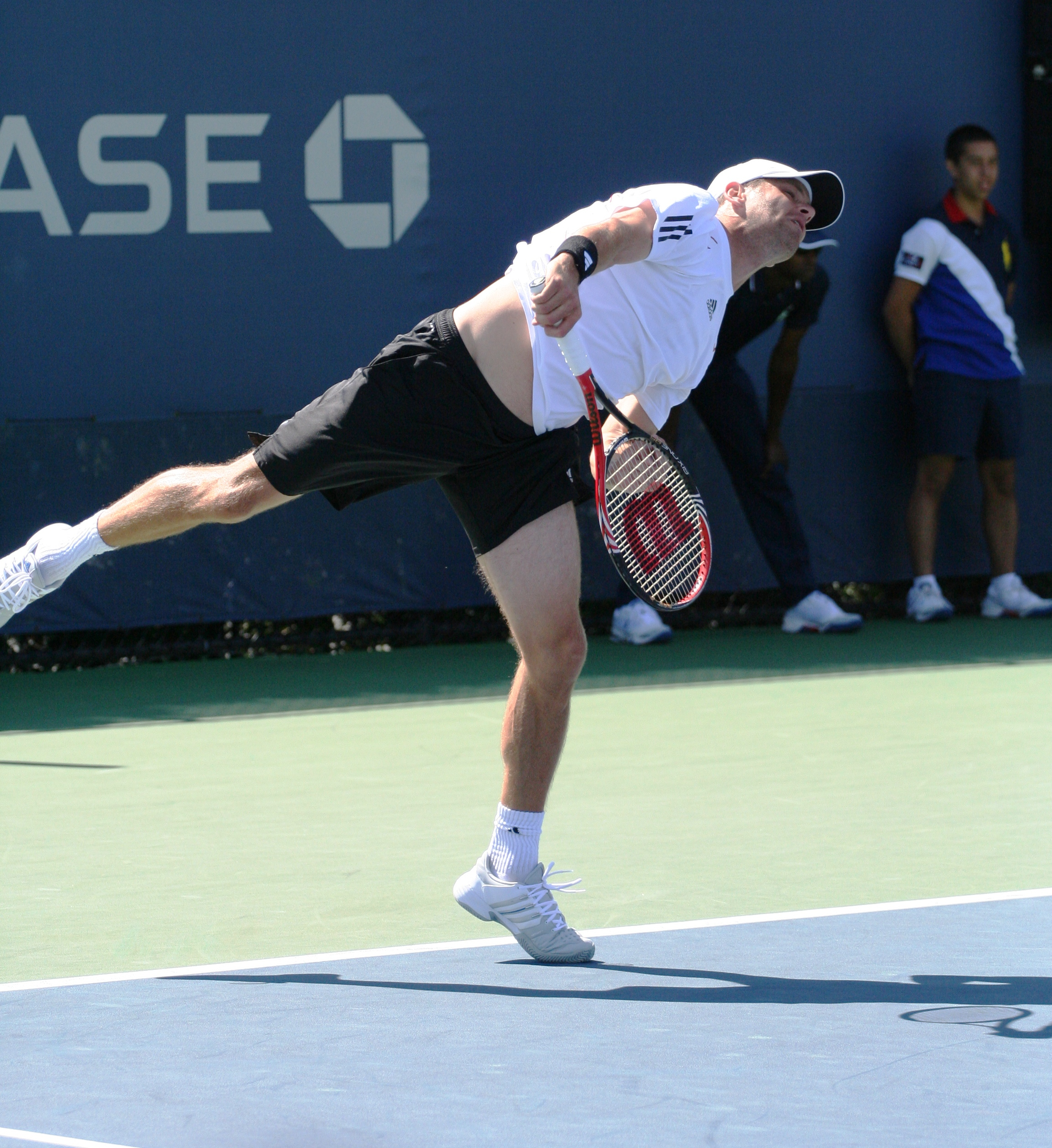
Джордан Керр на Відкритому чемпіонаті США 2010

| Легенда (парний розряд)         |
| ------------------------------- |
| Великий Шлем (0–0)              |
| Фінали Світового туру ATP (0–0) |
| Серія Мастерс ATP (0–0)         |
| Серія турнірів ATP (1–2)        |
| Серія ATP Інтернешнл (8–4)      |

| Фінали за покриттям |
| ------------------- |
| Тверде (3–5)        |
| Ґрунт (1–1)         |
| Трава (5–0)         |
| Килим (0–0)         |

| Фінали за типом корту |
| --------------------- |
| Відкритий (8–5)       |
| Закритий (1–1)        |

| Результат | В-П | Дата     | Турнір              | Рівень           | Покриття | Партнер          | Суперники                      | Рахунок                    |
| --------- | --- | -------- | ------------------- | ---------------- | -------- | ---------------- | ------------------------------ | -------------------------- |
| Перемога  | 1–0 | Лип 2003 | Ньюпорт, США        | Серія Інтернешнл | Трава    | Девід Макферсон  | Юліан Ноул Юрген Мельцер       | 7–6(7–4), 6–3              |
| Перемога  | 2–0 | Лип 2004 | Ньюпорт, США        | Серія Інтернешнл | Трава    | Джим Томас       | Грегорі Карраз Ніколя Маю      | 6–3, 6–7(5–7), 6–3         |
| Перемога  | 3–0 | Лип 2004 | Індіанаполіс, США   | Серія Інтернешнл | Тверде   | Джим Томас       | Вейн Блек Кевін Ульєтт         | 6–7(7–9), 7–6(7–3), 6–3    |
| Поразка   | 3–1 | Лют 2005 | Делрей-Біч, США     | Серія Інтернешнл | Тверде   | Джим Томас       | Сімон Аспелін Тодд Перрі       | 3–6, 3–6                   |
| Перемога  | 4–1 | Лип 2005 | Ньюпорт, США        | Серія Інтернешнл | Трава    | Джим Томас       | Грейдон Олівер Тревіс Перротт  | 7–6(7–5), 7–6(7–5)         |
| Перемога  | 5–1 | Кві 2007 | Касабланка, Марокко | Серія Інтернешнл | Ґрунт    | Давід Шкох       | Лукаш Кубот Олівер Марах       | 7–6(7–4), 1–6, [10–4]      |
| Перемога  | 6–1 | Лип 2007 | Ньюпорт, США        | Серія Інтернешнл | Трава    | Джим Томас       | Натан Гілі Ігор Куніцин        | 6–3, 7–5                   |
| Перемога  | 7–1 | Жов 2007 | Токіо, Японія       | Серія Чемпіоншип | Тверде   | Роберт Ліндстедт | Френк Данцевич Стівен Гасс     | 6–4, 6–4                   |
| Перемога  | 8–1 | Бер 2008 | Загреб, Хорватія    | Серія Інтернешнл | Тверде   | Пол Генлі        | Крістофер Кас Рогір Вассен     | 6–3, 3–6, [10–8]           |
| Поразка   | 8–2 | Тра 2009 | Мюнхен, Німеччина   | Серія ATP 250    | Ґрунт    | Ешлі Фішер       | Ян Герних Іво Мінарж           | 4–6, 4–6                   |
| Перемога  | 9–2 | Лип 2009 | Ньюпорт, США        | Серія ATP 250    | Трава    | Ражів Рам        | Міхаель Кольманн Рогір Вассен  | 6–7(6–8), 7–6(9–7), [10–6] |
| Поразка   | 9–3 | Лип 2009 | Індіанаполіс, США   | Серія ATP 250    | Тверде   | Ешлі Фішер       | Ернестс Гулбіс Дмитро Турсунов | 4–6, 6–3, [9–11]           |
| Поразка   | 9–4 | Жов 2009 | Токіо, Японія       | Серія ATP 500    | Тверде   | Росс Гатчінс     | Юліан Ноул Юрген Мельцер       | 2–6, 7–5, [8–10]           |
| Поразка   | 9–5 | Січ 2010 | Сідней, Австралія   | Серія ATP 250    | Тверде   | Росс Гатчінс     | Деніел Нестор Ненад Зімоньїч   | 3–6, 6–7(5–7)              |
| Поразка   | 9–6 | Лют 2010 | Мемфіс, США         | Серія ATP 500    | Тверде   | Росс Гатчінс     | Джон Ізнер Сем Кверрі          | 4–6, 4–6                   |

## Фінали ATP Челленджер і ITF Ф'ючерс

### Одиночний розряд: 1 (0–1)
| Легенда              |
| -------------------- |
| ATP Челленджер (0–0) |
| ITF Ф'ючерс (0–1)    |

| Фінали за покриттям |
| ------------------- |
| Тверде (0–1)        |
| Ґрунт (0–0)         |
| Трава (0–0)         |
| Килим (0–0)         |

| Результат | В-П | Дата     | Турнір                  | Рівень  | Покриття | Суперник       | Рахунок  |
| --------- | --- | -------- | ----------------------- | ------- | -------- | -------------- | -------- |
| Поразка   | 0–1 | Лис 2002 | США F29, Малібу (місто) | Ф'ючерс | Тверде   | Жульєн Кассень | 3–6, 4–6 |

### Парний розряд: 61 (32–29)
| Легенда                |
| ---------------------- |
| ATP Челленджер (20–26) |
| ITF Ф'ючерс (12–3)     |

| Фінали за покриттям |
| ------------------- |
| Тверде (11–19)      |
| Ґрунт (14–10)       |
| Трава (4–0)         |
| Килим (3–0)         |

| Результат | В-П   | Дата     | Турнір                               | Рівень     | Покриття | Партнер            | Суперники                                     | Рахунок               |
| --------- | ----- | -------- | ------------------------------------ | ---------- | -------- | ------------------ | --------------------------------------------- | --------------------- |
| Перемога  | 1–0   | Лис 1998 | Австралія F4, Barmera                | Ф'ючерс    | Трава    | Майкл Лоґарзо      | Алістер Гант Тобі Мітчелл                     | 6–1, 3–6, 7–5         |
| Поразка   | 1–1   | Кві 1999 | Нова Зеландія F1, Тауранга           | Ф'ючерс    | Тверде   | Майкл Лоґарзо      | Люк Буржуа Деян Петрович                      | 3–6, 5–7              |
| Перемога  | 2–1   | Лип 1999 | Туреччина F1, Стамбул                | Ф'ючерс    | Тверде   | Тобі Мітчелл       | Еял Ерліх Кобі Зів                            | 6–3, 6–2              |
| Перемога  | 3–1   | Сер 1999 | Латвія F1, Юрмала                    | Ф'ючерс    | Ґрунт    | Майкл Лоґарзо      | Лассі Кетола Теро Вілен                       | 6–1, 1–6, 6–0         |
| Перемога  | 4–1   | Сер 1999 | Литва F1, Вільнюс                    | Ф'ючерс    | Ґрунт    | Майкл Лоґарзо      | Вім Фіссетт Ерік Труемплер                    | 6–3, 6–2              |
| Перемога  | 5–1   | Тра 2000 | Марокко F2, Касабланка               | Ф'ючерс    | Ґрунт    | Ешлі Форд          | Жан-Мішель Пекері Ніколя Томанн               | 6–3, 6–2              |
| Перемога  | 6–1   | Тра 2000 | Марокко F3, Агадір                   | Ф'ючерс    | Ґрунт    | Ешлі Форд          | Іван Наварро Рубен Рамірес Ідальго            | 7–6(7–3), 6–1         |
| Перемога  | 7–1   | Чер 2000 | Ірландія F2, Дублін                  | Ф'ючерс    | Килим    | Дамін Робертс      | Річард Брукс Жан-Клод Шеррер                  | 6–3, 7–5              |
| Перемога  | 8–1   | Лип 2000 | Туреччина F2, Стамбул                | Ф'ючерс    | Тверде   | Седрік Кауфманн    | Себастьєн Свірк Джош Такфілд                  | 6–1, 6–2              |
| Перемога  | 9–1   | Лип 2000 | Бристоль, Велика Британія            | Челленджер | Трава    | Дамін Робертс      | Ноам Бер Еял Ерліх                            | 6–3, 1–6, 6–3         |
| Поразка   | 9–2   | Сер 2000 | Сеговія, Іспанія                     | Челленджер | Тверде   | Дамін Робертс      | Ешлі Фішер Джейсон Вейр-Сміт                  | 6–7(5–7), 1–6         |
| Перемога  | 10–2  | Сер 2000 | Брессаноне, Італія                   | Челленджер | Ґрунт    | Дамін Робертс      | Марсело Чарпентьєр Дієго дель Ріо             | 7–6(7–3), 7–5         |
| Перемога  | 11–2  | Сер 2000 | Манербіо, Італія                     | Челленджер | Ґрунт    | Дамін Робертс      | Бернардо Мота Ладіслав Шварць                 | 7–6(7–1), 6–4         |
| Поразка   | 11–3  | Лис 2000 | Австралія F1, Мельбурн               | Ф'ючерс    | Тверде   | Пол Генлі          | Джей Ґудінґ Девід Макнамара                   | 2–6, 6–3, 4–6         |
| Перемога  | 12–3  | Бер 2001 | Нова Зеландія F1, Ешбертон           | Ф'ючерс    | Тверде   | Ешлі Форд          | Ендрю Андерсон Рік де Вуст                    | 6–3, 6–4              |
| Поразка   | 12–4  | Бер 2001 | Перт, Австралія                      | Челленджер | Тверде   | Грант Сілкок       | Стівен Гасс Лі Пірсон                         | 3–6, 6–4, 6–7(1–7)    |
| Поразка   | 12–5  | Кві 2001 | Узбекистан F1, Наманган              | Ф'ючерс    | Тверде   | Туомас Кетола      | Вадим Куценко Олег Огородов                   | 6–7(4–7), 6–4, 4–6    |
| Перемога  | 13–5  | Тра 2001 | Узбекистан F2, Андижан               | Ф'ючерс    | Тверде   | Туомас Кетола      | Ігор Куніцин Рік де Вуст                      | 5–7, 6–2, 6–1         |
| Поразка   | 13–6  | Тра 2001 | Будапешт, Угорщина                   | Челленджер | Ґрунт    | Дамін Робертс      | Даніел Мело Серхіо Ройтман                    | 2–6, 4–6              |
| Перемога  | 14–6  | Лип 2001 | Схевенінген, Нідерланди              | Челленджер | Ґрунт    | Грант Сілкок       | Брендон Коуп Тім Крічтон                      | 6–3, 6–4              |
| Перемога  | 15–6  | Сер 2001 | Кордова, Іспанія                     | Челленджер | Тверде   | Грант Сілкок       | Еміліо Бенфеле Альварес Мікаель Льодра        | 6–3, 5–7, 6–3         |
| Перемога  | 16–6  | Вер 2001 | Київ, Україна                        | Челленджер | Ґрунт    | Грант Сілкок       | Кирило Іванов-Смоленський Вадим Куценко       | 6–1, 7–6(7–3)         |
| Поразка   | 16–7  | Тра 2002 | Единбург, Велика Британія            | Челленджер | Ґрунт    | Грант Сілкок       | Джефф Кутзе Майлз Вейкфілд                    | 4–6, 6–7(6–8)         |
| Поразка   | 16–8  | Тра 2002 | Загреб, Хорватія                     | Челленджер | Ґрунт    | Грант Сілкок       | Дік Норман Том Ванхудт                        | 3–6, 6–4, 3–6         |
| Перемога  | 17–8  | Лют 2003 | Любек, Німеччина                     | Челленджер | Килим    | Ота Фукарек        | Роберт Ліндстедт Фредрік Лувен                | 6–3, 3–6, 6–3         |
| Перемога  | 18–8  | Кві 2003 | США F8, Літл-Рок                     | Ф'ючерс    | Тверде   | Джей Ґудінґ        | Нік Кровелл Люк Шилдс                         | 6–3, 6–4              |
| Перемога  | 19–8  | Кві 2003 | Леон (Мексика), Мексика              | Челленджер | Тверде   | Ота Фукарек        | Олександр Богомолов Алехандро Ернандес        | 4–6, 6–3, 6–4         |
| Поразка   | 19–9  | Чер 2003 | Б'єлла, Італія                       | Челленджер | Ґрунт    | Том Ванхудт        | Стефано Гальвані Мартін Вассальйо Аргуельйо   | 6–3, 6–7(4–6), 3–6    |
| Перемога  | 20–9  | Лют 2004 | Даллас, США                          | Челленджер | Тверде   | Тодд Перрі         | Рік де Вуст Ерік Тайно                        | 7–5, 6–3              |
| Перемога  | 21–9  | Кві 2004 | Пейджет, Бермудські Острови          | Челленджер | Ґрунт    | Том Ванхудт        | Ешлі Фішер Стівен Гасс                        | 4–6, 6–3, 7–6(8–6)    |
| Поразка   | 21–10 | Тра 2004 | Загреб, Хорватія                     | Челленджер | Ґрунт    | Том Ванхудт        | Кароль Бек Ярослав Левинський                 | 2–6, 6–7(4–7)         |
| Перемога  | 22–10 | Кві 2005 | Пейджет, Бермудські Острови          | Челленджер | Ґрунт    | Себастьян Прієто   | Міхал Табара Томаш Зіб                        | без гри               |
| Перемога  | 23–10 | Тра 2005 | Прага, Чехія                         | Челленджер | Ґрунт    | Себастьян Прієто   | Тревіс Перротт Рогір Вассен                   | 6–4, 6–3              |
| Перемога  | 24–10 | Чер 2005 | Сербітон, Велика Британія            | Челленджер | Трава    | Джим Томас         | Річард Баркер Вільям Баркер                   | 6–2, 6–4              |
| Перемога  | 25–10 | Чер 2006 | Сербітон, Велика Британія            | Челленджер | Трава    | Джим Томас         | Вейн Артурс Кріс Гуччоне                      | 6–2, 6–4              |
| Поразка   | 25–11 | Жов 2006 | Монс, Бельгія                        | Челленджер | Тверде   | Давід Шкох         | Жан-Клод Шеррер Ловро Зовко                   | 2–6, 4–6              |
| Поразка   | 25–12 | Лис 2006 | Братислава, Словаччина               | Челленджер | Тверде   | Джеймі Маррей      | Ерік Буторак Тревіс Перротт                   | 5–7, 3–6              |
| Перемога  | 26–12 | Кві 2007 | Монца, Італія                        | Челленджер | Ґрунт    | Натан Гілі         | Рікардо Хосевар Алешандре Сімоні              | 6–4, 6–3              |
| Перемога  | 27–12 | Кві 2007 | Марракеш, Марокко                    | Челленджер | Ґрунт    | Томаш Цибулець     | Леош Фридль Міхал Мертиняк                    | 6–2, 6–4              |
| Перемога  | 28–12 | Тра 2007 | Прага, Чехія                         | Челленджер | Ґрунт    | Томаш Цибулець     | Леош Фридль Давід Шкох                        | 6–4, 6–2              |
| Поразка   | 28–13 | Бер 2009 | Санрайз, США                         | Челленджер | Тверде   | Джефф Кутзе        | Ерік Буторак Боббі Рейнольдс                  | 7–5, 4–6, [4–10]      |
| Поразка   | 28–14 | Лис 2010 | Лафборо, Велика Британія             | Челленджер | Тверде   | Кен Скупскі        | Генрі Контінен Фредерік Нільсен               | 2–6, 4–6              |
| Поразка   | 28–15 | Лип 2011 | Віннетка, США                        | Челленджер | Тверде   | Тревіс Перротт     | Трет Г'юї Боббі Рейнольдс                     | 6–7(7–9), 4–6         |
| Перемога  | 29–15 | Лип 2011 | Лексінгтон, США                      | Челленджер | Тверде   | Девід Мартін       | Джеймс Ворд Майкл Яні                         | 6–3, 6–4              |
| Поразка   | 29–16 | Сер 2011 | Ванкувер, Канада                     | Челленджер | Тверде   | Девід Мартін       | Трет Г'юї Тревіс Перротт                      | 2–6, 6–1, [14–16]     |
| Поразка   | 29–17 | Вер 2011 | Генуя, Італія                        | Челленджер | Ґрунт    | Тревіс Перротт     | Дастін Браун Орасіо Себальйос                 | 2–6, 5–7              |
| Поразка   | 29–18 | Кві 2012 | Ле-Гозьє, Гваделупа                  | Челленджер | Тверде   | Пол Генлі          | П'єр-Юг Ербер Альбано Оліветті                | 5–7, 6–1, [7–10]      |
| Поразка   | 29–19 | Кві 2012 | Сан-Луїс-Потосі, Мексика             | Челленджер | Ґрунт    | Андре Бегеманн     | Ніколас Монро Зімон Штадлер                   | 6–3, 5–7, [7–10]      |
| Перемога  | 30–19 | Тра 2012 | Афіни, Греція                        | Челленджер | Тверде   | Андре Бегеманн     | Герард Гранольєрс Пуйоль Александрос Якуповіч | 6–2, 6–3              |
| Поразка   | 30–20 | Жов 2012 | Тібурон, США                         | Челленджер | Тверде   | Андреас Сільєстрем | Рік де Вуст Кріс Гуччоне                      | 1–6, 4–6              |
| Поразка   | 30–21 | Січ 2013 | Гайльбронн, Німеччина                | Челленджер | Тверде   | Андреас Сільєстрем | Юган Брунстрем Равен Класен                   | 3–6, 6–0, [10–12]     |
| Поразка   | 30–22 | Кві 2013 | Мехіко, Мексика                      | Челленджер | Тверде   | Джон-Патрік Сміт   | Карстен Болл Кріс Гуччоне                     | 3–6, 6–3, [9–11]      |
| Поразка   | 30–23 | Тра 2013 | Karshi, Узбекистан                   | Челленджер | Тверде   | Костянтин Кравчук  | Чжень Ді Гільєрмо Оласо                       | 6–7(5–7), 5–7         |
| Поразка   | 30–24 | Тра 2013 | Самарканд, Узбекистан                | Челленджер | Ґрунт    | Раду Албот         | Фаррух Дустов Олександр Недовєсов             | 1–6, 6–7(7–9)         |
| Поразка   | 30–25 | Чер 2013 | Марбург, Німеччина                   | Челленджер | Ґрунт    | Джессі Гута Ґалунґ | Андрій Голубєв Євген Корольов                 | 3–6, 6–1, [6–10]      |
| Перемога  | 31–25 | Вер 2013 | Стамбул, Туреччина                   | Челленджер | Тверде   | Джеймі Дельгадо    | Джеймс Класкі Адріан Менендес-Масейрас        | 6–3, 6–2              |
| Поразка   | 31–26 | Вер 2013 | Сібіу, Румунія                       | Челленджер | Ґрунт    | Джеймі Дельгадо    | Раміз Джунейд Філіпп Освальд                  | 4–6, 4–6              |
| Перемога  | 32–26 | Тра 2014 | Португалія F4, Termas de Monfortinho | Ф'ючерс    | Килим    | Фабріс Мартен      | Ромен Барбоса Фредерік Феррейра-Сілва         | 6–2, 6–7(3–7), [10–4] |
| Поразка   | 32–27 | Чер 2014 | Наньчан, КНР                         | Челленджер | Тверде   | Фабріс Мартен      | Чжень Ді Бен Сяньїнь                          | 2–6, 6–3, [10–12]     |
| Поразка   | 32–28 | Лип 2014 | Гранбі, Канада                       | Челленджер | Тверде   | Фабріс Мартен      | Маркус Даніелл Артем Сітак                    | 6–7(5–7), 7–5, [5–10] |
| Поразка   | 32–29 | Вер 2014 | Стамбул, Туреччина                   | Челленджер | Тверде   | Фабріс Мартен      | Джонатан Маррей Колін Флемінг                 | 4–6, 6–2, [8–10]      |

## Досягнення
| W | Ф | ПФ | ЧФ | #Р | КТ | К# | DNQ | A | NH |

### Парний розряд
| Турніри Великого шлему                 |     |     |     |     |     |     |     |     |     |     |     |                  |                  |                  |                  |        |       |     |
| Відкритий чемпіонат Австралії з тенісу | 1р  |     |     | 2р  | 2р  | 2р  | 1р  | 2р  | 3р  | 3р  | 1р  | 3р               | 1р               | 1р               | 1р               | 0 / 13 | 10–13 | 43% |
| Відкритий чемпіонат Франції з тенісу   |     |     |     | 1р  | 2р  | 1р  | 2р  | 1р  | 1р  | 2р  | 2р  | 1р               | 1р               |                  | 2р               | 0 / 11 | 5–11  | 31% |
| Вімблдонський турнір                   |     |     |     | К2р | 1р  | 2р  | 1р  | 1р  | 1р  | 1р  | 3р  | 2р               | 2р               |                  | 1р               | 0 / 10 | 5–10  | 33% |
| Відкритий чемпіонат США з тенісу       |     |     |     | К1р | 3р  | 2р  | 2р  | 2р  | 1р  | 3р  | 1р  | 1р               | 2р               |                  | 1р               | 0 / 10 | 8–10  | 44% |
| В-П                                    | 0–1 | 0–0 | 0–0 | 1–2 | 4–4 | 3–4 | 2–4 | 2–4 | 2–4 | 5–4 | 3–4 | 3–4              | 2–4              | 0–1              | 1–4              | 0 / 44 | 28–44 | 39% |
| Тур ATP Мастерс 1000                   |     |     |     |     |     |     |     |     |     |     |     |                  |                  |                  |                  |        |       |     |
| Індіан-Веллс                           |     |     |     |     |     |     |     | 2р  |     |     | 2р  |                  | 1р               |                  |                  | 0 / 3  | 2–3   | 40% |
| Відкритий чемпіонат Маямі з тенісу     |     |     |     |     |     |     |     | 2р  | 1р  |     | 1р  | ЧФ               | 1р               |                  |                  | 0 / 5  | 3–5   | 38% |
| Монте-Карло                            |     |     |     |     |     |     |     |     |     |     | 1р  | 2р               |                  |                  |                  | 0 / 2  | 0–2   | 0%  |
| Рим                                    |     |     |     |     |     |     |     |     |     |     | ЧФ  | ЧФ               | 1р               |                  |                  | 0 / 3  | 3–3   | 50% |
| Мадрид                                 |     |     |     |     |     |     |     |     |     | ЧФ  |     | 1р               |                  |                  |                  | 0 / 2  | 2–2   | 50% |
| Гамбург                                |     |     |     |     |     |     |     |     |     |     | 2р  | Не серія Мастерс | Не серія Мастерс | Не серія Мастерс | Не серія Мастерс | 0 / 1  | 1–1   | 50% |
| Мастерс Канада                         |     |     |     |     |     |     |     |     |     |     | ПФ  |                  |                  |                  |                  | 0 / 1  | 3–1   | 75% |
| Мастерс Цинциннаті                     |     |     |     |     |     |     | 1р  |     |     |     | 2р  | 1р               |                  |                  |                  | 0 / 3  | 1–3   | 25% |
| Мастерс Париж                          |     |     |     |     |     |     |     |     |     | ЧФ  | 1р  | ЧФ               |                  |                  |                  | 0 / 3  | 4–3   | 57% |
| В-П                                    | 0–0 | 0–0 | 0–0 | 0–0 | 0–0 | 0–0 | 0–1 | 2–2 | 0–1 | 4–2 | 8–8 | 5–6              | 0–3              | 0–0              | 0–0              | 0 / 23 | 19–23 | 45% |

### Мікст
| Турніри Великого шлему                 |     |     |     |     |     |     |     |     |     |        |       |     |
| Відкритий чемпіонат Австралії з тенісу |     |     | 1р  |     |     |     | 1р  | 1р  | 1р  | 0 / 4  | 0–4   | 0%  |
| Відкритий чемпіонат Франції з тенісу   |     |     | 1р  |     |     | 1р  | ЧФ  | 1р  |     | 0 / 4  | 2–4   | 33% |
| Вімблдонський турнір                   | 1р  | ПФ  |     | 1р  | 1р  | ЧФ  | 2р  | 1р  | 2р  | 0 / 8  | 8–8   | 50% |
| Відкритий чемпіонат США з тенісу       |     |     |     |     |     |     | 2р  |     |     | 0 / 1  | 1–1   | 50% |
| В-П                                    | 0–1 | 4–1 | 0–2 | 0–1 | 0–1 | 3–2 | 3–4 | 0–3 | 1–2 | 0 / 17 | 11–17 | 39% |